# CQ Amateur Radio Hall of Fame
CQ Amateur Radio Hall of Fame (deutsch etwa „CQ-Amateurfunk-Ruhmeshalle“) ist eine Ehrenrolle, in die Persönlichkeiten aufgenommen werden, die sich in besonderer Weise um den Amateurfunk verdient gemacht haben.

## Geschichte
Die CQ Amateur Radio Hall of Fame wurde im Januar 2001 durch die amerikanische Fachzeitschrift CQ Amateur Radio ins Leben gerufen. Zweck ist, diejenigen herausragenden Persönlichkeiten zu würdigen und zu ehren, die einen außergewöhnlichen Beitrag zum Amateurfunk geleistet haben, sowie Funkamateure, die wesentlich und nachhaltig zum Zusammenhalt und Fortschritt unserer Gesellschaft insgesamt gewirkt haben. Die Leistungen und Beiträge, die eine Person für die Mitgliedschaft in diesem Kreis qualifizieren, erfordern in der Regel erhebliche persönliche Opfer und können zumeist mit der Formulierung „über die Pflicht hinaus“ (englisch above and beyond the call of duty) beschrieben werden. Eine Amateurfunklizenz ist keine zwingende Voraussetzung, aber zumeist gegeben.
Zu den wenigen deutschsprachigen Mitgliedern in der Hall of Fame gehören neben dem Entdecker der elektromagnetischen Wellen, Heinrich Hertz (1857–1894), Wolfram „Felix“ Körner (1920–1998), DL1CU, Ulrich L. Rohde (* 1940), DJ2LR & N1UL, Alois Krischke (1936–2023), DJØTR, sowie seit Mai 2024 Joachim Kraft, DL8HCZ & CT1HZE (* 1963), Herausgeber der Amateurfunkzeitschriften DUBUS und Funk-Telegramm. 
Neben dieser CQ Amateur Radio Hall of Fame gibt es noch die CQ Contest Hall of Fame und die CQ DX Hall of Fame, in der Funkamateure geehrt werden, die besondere Leistungen auf dem Gebiet der Amateurfunkwettbewerbe (Contests) beziehungsweise bei der erfolgreichen Abwicklung von Fernverbindungen („DXen“) erzielt haben.